# Lian Ross
Lian Ross (született Josephine Hiebel) (Hamburg, Nyugat-Németország, 1962. december 8., –) német Hi-NRG és Euro disco énekesnő. Ismert olyan zenészek dalainak előadásáról, mint Sylvester „Do You Wanna Funk” és a Modern Talking „You’re My Heart, You’re My Soul” című dalai. Saját számai közül nagyobb sikereket többek között a következők értek el: „Say You’ll Never”, „Fantasy”, és „Scratch My Name”. 2005-ben megjelent egy válogatásalbuma, melyen ismertebb számai találhatóak meg, "The Best of and More" címmel. Az utóbbi időben két nagy sikerű dala jelent meg, a "Never Gonna Lose" a ZYX Records németországi kiadásában 2005. december 27-én, valamint a „Young Hearts Run Free”, melyet a Blanco y Negro Music adott ki Spanyolországban, 2009. szeptember 9-én.

## Diszkográfia

### Albumok
| Megjelenés éve | Cím                                       | Előadónév    | Műfaj      | Kiadó          | Ország        |
| -------------- | ----------------------------------------- | ------------ | ---------- | -------------- | ------------- |
| 1995           | Enjoy                                     | Tears n' Joy | Eurodance  | Luiggi Records | Spanyolország |
| 1998           | Oh La La La                               | 2 Eivissa    | Dance      | Control        | Németország   |
| 1998           | Neuer Kurs                                | Negakuss     | Rap        | Marlboro Music | Németország   |
| 1999           | Next Generation                           | Fun Factory  | Pop        | Marlboro Music | Európa        |
| 1999           | Next Generation (Japanese Deluxe Edition) | Fun Factory  | Pop        | Victor         | Japán         |
| 2002           | ABC Of Music                              | Fun Factory  | Pop        | Victor         | Japán         |
| 2003           | Are You Ready?                            | 2 Eivissa    | Dance      | Blanco y Negro | Spanyolország |
| 2004           | The Best Of...And More                    | Lian Ross    | Euro disco | ZYX Music      | Németország   |
| 2008           | Maxi-Singles Collection Vol. 1            | Lian Ross    | Euro disco | ESonCD         | Oroszország   |
| 2008           | Maxi-Singles Collection Vol. 2            | Lian Ross    | Euro disco | ESonCD         | Oroszország   |
| 2013           | I Got The Beat                            | Lian Ross    | Eurohouse  | Weiss Records  | Spanyolország |
| 2020           | 3L                                        | Lian Ross    | Eurodance  | Team33         | Európa        |

### Kislemezek
| Megjelenés éve | Cím                                              | Műfaj       | Kiadó                |
| -------------- | ------------------------------------------------ | ----------- | -------------------- |
| 1985           | Fantasy / Saturday Night                         | Italo disco | ZYX Records          |
| 1985           | Say You'll Never / I Need A Friend               | Italo disco | ZYX Records          |
| 1986           | It's Up To You                                   | Diszkó      | Arrow Records        |
| 1986           | Neverending Love "Rap" / Neverending Love "Song" | Rap         | Arrow Records        |
| 1987           | Do You Wanna Funk / Magic Moment                 | Diszkó      | Chic                 |
| 1987           | Oh Won't You Tell Me / Reach Out                 | Euro disco  | Chic                 |
| 1988           | Say Say Say                                      | Szintipop   | Polydor              |
| 1989           | Feel So Good                                     | House       | Polydor              |
| 1993           | Fantasy `93 / Trying To Forget You               | Eurohouse   | Almighty Records     |
| 1994           | I Will Die For Love                              | Trance      | nem adták ki         |
| 1994           | Keep This Feeling                                | Eurodance   | Polydor              |
| 1996           | When I Look Into Your Eyes                       | Pop         | nem adták ki         |
| 1998           | Fantasy `98                                      | Eurohouse   | ZYX Music            |
| 1998           | Fantasy (Remix)                                  | Eurohouse   | ZYX Music            |
| 2004           | Fantasy 2004                                     | Techno      | Dance Street Records |
| 2005           | I Wanna                                          | Techno      | House Nation         |
| 2005           | Never Gonna Lose                                 | Eurohouse   | ZYX Music            |
| 2007           | On The Road Again                                | House       | Storm                |
| 2009           | Young Hearts Run Free                            | Eurohouse   | Blanco y Negro       |
| 2012           | Minnie The Moocher                               | Jazzhouse   | Blanco y Negro       |
| 2013           | Say You'll Never 2013                            | Eurohouse   | Team 33              |
| 2013           | Around The World                                 | Eurohouse   | Weiss Records        |

### Duettek, közreműködések stb.
| Megjelenés éve | Cím             | Előadónév                         | Műfaj | Album               |
| -------------- | --------------- | --------------------------------- | ----- | ------------------- |
| 2007           | König           | Matthias Reim közr. Lian Ross     | Rock  | Männer Sind Krieger |
| 2008           | A Chi Mi Dice   | Bino közr. Jobel                  | Pop   | Emozioni            |
| 2008           | Solo Tú         | David Tavaré közr. Lian Ross      | Pop   | La Vida Viene Y Va  |
| 2008           | La Vita é Bella | Oliver Lukas közr. Lian Ross      | Pop   | Für Dich            |
| 2012           | Liebe           | Oliver Lukas duett Lian Ross-szal | Pop   | Seiltänzer          |
| 2013           | Am Fenster      | Matthias Reim                     | Rock  | Unedlich            |

### Más néven megjelent kislemezei
| Megjelenés éve | Cím                                                   | Előadónév             | Műfaj              | Kiadó                      |
| -------------- | ----------------------------------------------------- | --------------------- | ------------------ | -------------------------- |
| 1981           | I Know / Gimme More                                   | Josy                  | Pop Rock           | TELDEC                     |
| 1982           | Do The Rock / What'd You Say                          | Josy                  | Pop Rock           | TELDEC                     |
| 1983           | Mama Say / Stop And Go                                | Josy                  | Pop Rock           | TELDEC                     |
| 1984           | Magic / Who Said You're The One                       | Josy                  | Italo disco        | Master Records             |
| 1985           | Tengo Tengo'                                          | Chicano               | Diszkó             | TELDEC                     |
| 1985           | Scratch My Name / Baby I'm On My Way                  | Creative Connection   | Euro disco         | Chic                       |
| 1985           | Call My Name / I'm On My Way                          | Creative Connection   | Euro disco         | Chic                       |
| 1985           | You’re My Heart, You’re My Soul / Dancing To The Beat | Creative Connection   | Euro disco         | TELDEC                     |
| 1985           | Viva El Amor                                          | Don Luis Y Compania   | Diszkó             | WEA                        |
| 1985           | Mañana / Hey Mr. DJ                                   | Loco Loco             | Diszkó             | Constant                   |
| 1986           | Don't You Go Away / That E-Motion                     | Creative Connection   | Euro disco         | Arrow Records              |
| 1990           | My World Is Empty Without You / I Need You By My Side | Dana Harris           | Funk               | WEA Musik GmbH             |
| 1991           | Bacardi Feeling (Summer Dreaming)                     | Divina                | Reggae             | Control                    |
| 1992           | Jimmy Mack / It Is Good To You                        | Dana                  | Funk               | RCA                        |
| 1992           | Rhythm Is A Dancer                                    | Key Biscayne          | Eurohouse          | Polystar                   |
| 1992           | I Love Your Smile                                     | Shona                 | Pop                | Control                    |
| 1992           | Gimme Gimme Gimme / Summernight City                  | Stockholm Underground | Eurohouse          | Control                    |
| 1993           | All That She Wants                                    | Bass Of Spades        | Pop                | Ultrapop                   |
| 1993           | Wheel Of Fortune                                      | Bass Of Spades        | Pop                | Ultrapop                   |
| 1993           | Teenage Revolution                                    | Divina                | Eurohouse          | Ultrapop                   |
| 1993           | Feel It                                               | Hi-Q                  | Eurohouse          | DJ's Delight               |
| 1993           | Go Before You Break My Heart / Brand New              | Tears n' Joy          | Eurodance          | RCA                        |
| 1993           | I Will Always Love You / Let's Groove Tonight         | Tears n' Joy          | Eurohouse          | RCA                        |
| 1994           | You Got To Be Strong                                  | Avant Garde           | Eurohouse          | DJ's Delight               |
| 1994           | Let's Go To Heaven                                    | Hi-Q                  | Eurohouse          | DJ's Delight               |
| 1995           | Can You Imagine?                                      | Exotica               | Trance             | Dance Pool                 |
| 1995           | Upside Down                                           | Joelle                | Funk               | BMG                        |
| 1995           | Take My Life                                          | Tears n' Joy          | Eurodance          | Luiggi Records             |
| 1996           | Boom Boom Boom                                        | Boom Boom Club        | House              | ROD Records                |
| 1996           | Another World                                         | DJ Pierro             | Trance             | Maad Records               |
| 1996           | I Want Your Sex                                       | Exotica               | Eurohouse          | Dance Pool                 |
| 1996           | Celebrate                                             | Happy House           | Eurohouse          | ROD Records                |
| 1996           | How Deep Is Your Love / I Wanna Dance With Somebody   | Jay Jay               | Eurohouse          | MCA Records                |
| 1996           | Let Me Dream Forever                                  | Joelle                | Pop                | unreleased track           |
| 1996           | We Got To Move                                        | Teeko X               | House              | Club Tools                 |
| 1996           | Killing Me Softly                                     | Teeko X feat. Rod D.  | House Hip-Hop      | Club Tools                 |
| 1997           | I Fear                                                | Dreamscape            | Pop                | Eastwest Records GmbH      |
| 1998           | Move Your Body (Tu Tu Tu Tu Ta, Oh La)                | 2 Eivissa             | Eurohouse          | Control                    |
| 1998           | This Must Be Love                                     | Joelle                | Europop            | BMG                        |
| 1999           | Bad Girl                                              | 2 Eivissa             | Eurohouse          | Blanco y Negro             |
| 1999           | I Wanna Be Your Toy                                   | 2 Eivissa             | Eurohouse          | Polydor                    |
| 1999           | 2 Funky                                               | 2 Funky               | Eurohouse          | Marlboro Music             |
| 1999           | If You Believe                                        | Cherry                | Eurohouse          | Marlboro Music             |
| 1999           | House Of Love / Get The Rhythm / Next To You          | Fun Factory           | Eurohouse          | Victor                     |
| 1999           | Sha-La-La-La-La                                       | Fun Factory           | Eurohouse          | Marlboro Music             |
| 1999           | Wish                                                  | Fun Factory           | Pop Rap            | Marlboro Music             |
| 1999           | Hambubas                                              | Negakuss              | Rap                | Marlboro Music             |
| 1999           | Das Leben Ist Nich Leicht                             | Negakuss              | Rap                | Marlboro Music             |
| 2000           | Viva La Fiesta                                        | 2 Eivissa             | Eurohouse          | Blanco y Negro             |
| 2001           | El Pelotón                                            | 2 Eivissa             | Eurohouse          | Blanco y Negro             |
| 2002           | Meaning Of My Life                                    | 2 Eivissa             | Eurohouse          | Blanco y Negro             |
| 2002           | Suddenly                                              | Dana Harris           | Eurohouse          | DA Records                 |
| 2002           | I Need Your Love                                      | Pierro feat. Joelle   | Eurohouse          | EMI                        |
| 2003           | Boy Are You Ready                                     | 2 Eivissa             | Eurohouse          | House Nation               |
| 2003           | Fire In The Sky                                       | 2 Eivissa             | Eurohouse          | House Nation               |
| 2003           | I Would Die For Love                                  | Exotica               | Progressive Trance | Limite Records / Bit Music |
| 2004           | Hey Boy                                               | 2 Eivissa             | Eurohouse          | House Nation               |
| 2004           | What Is Love?                                         | Exotica               | Progressive house  | Limite Records / Bit Music |
| 2005           | Amigo                                                 | 2 Eivissa             | Eurohouse          | Blanco y Negro             |

### Zenei videók
- 1984 - Magic
- 1984 - You Light Up My Life
- 1985 - Fantasy (Live at Formel Eins)
- 1986 - Neverending Love
- 1987 - Oh, Won't You Tell Me
- 1988 - Say, Say, Say
- 1989 - Say, Say, Say (Die Spielbude: Mic Mac)
- 1989 - Feel So Good (1st version)
- 1989 - Feel So Good (2nd version)
- 1990 - My World Is Empty Without You
- 1996 - Upside Down
- 1996 - Upside Down (Live at Dance Haus)
- 1996 - Another World
- 1999 - I Wanna Be Your Toy
- 2004 - Say You'll Never (Discoteka 80`s)
- 2004 - Scratch My Name (Discoteka 80`s)
- 2012 - Minnie The Moocher